# 单覃恩
单覃恩（又名单惠泉，Thornton Stearns，1886年1月17日－1967年7月5日），美国在华传教士，后加入地方教会运动。
1886年1月17日，单覃恩出生于美国新泽西州，由美北长老会派往中国担任医疗传教士，在山东济南的齐鲁大学医科教外科，后来又作了齐鲁大学的外科主任。1922年与Carol Emma Taber结婚。
1923年，单覃恩2岁的儿子大卫意外身亡，这件事刺激他思考人生的意义，一位孟教士向他讲道，于是他获得悔改重生的经历。
单覃恩虽然是美北长老会派往中国的传教士，却与多个中国本土基督徒运动有关。1926年，单覃恩资助敬奠瀛30元钱，敬用这笔钱从阿尼色弗之家孤贫院买了三张旧织布机，增设蚕桑学道房，开始男耕女织的集体生活，即耶稣家庭的前身。1931年9月1日，单覃恩前去安抚刚失去爱子的山东省政府官员尹任先，使他从此成为一名热心的基督徒。1931年12月，宋尚节在济南召开3天奋兴会，即住在单覃恩家中，并在他家引导四五十位齐鲁大学的学生成为基督徒。单覃恩夫妇因此受到激励，准备在此年春天组织退修会，他原计划邀请著名中国传道人王载前来讲道，但王载在爪哇有事，无法前来，于是单覃恩接受一位来自福州学生的建议，改为邀请当时尚不知名的倪柝声。倪柝声接受了他的邀请。1932年3月底，齐鲁大学春假期间，倪柝声如约来到济南，单覃恩专门租了一節火車廂，安排80多名齐鲁大学学生到泰山半山腰一處公會的房舍，召开3天特會，带进了一次复兴，随后又在齐鲁大学医学院礼堂安排倪柝声向学生讲道11天，使得更多的学生接受基督。
单覃恩也是济南地方教会的创始人。1932年，单覃恩与倪柝声接触以后，脱离长老会，并到上海参加地方教会活动，回到济南以后，自行组织查经聚会。1933年4月，单覃恩再度邀请倪柝声来到济南，坚固学生们的信仰。同年秋天，烟台地方教会领袖李常受在前往上海途中，也应邀在济南召开特会。单覃恩虽然缺少讲道的恩赐，却非常热心，经常请学生到家中吃饭，借机传福音，这样大约有100名学生成为基督徒。1937年4月，齐鲁大学医学院学生蔡志文等成立聚会处。后数次迁址，负责人多数为齐鲁大学学生。
1934年，倪柝声因为婚事引发的风波而受到困扰，1935年，他准备前往欧洲看望史百克，8月，在赴欧之前，单覃恩邀请倪柝声到他在山东烟台的避暑别墅小住，在那里将内地会的苏格兰女传教士巴若兰（E. Fischbacher）介绍给他认识，他们的交谈帮助倪柝声恢复了能力，他在单覃恩别墅的网球场获得圣灵浇灌的经历，随后一连在烟台、上海和福建鼓浪屿召开多次特别聚会，主题是“基督得胜的生命”。
1940年左右，单覃恩一度返回美国，不久回到中国，在上海红十字会医院作医生。于是倪柝声设立他为上海地方教会的长老之一。不久，太平洋战争爆发，单覃恩等英美人士均被日军关押进集中营。1946年，第二次世界大战结束之后，单覃恩回到美国新泽西州，在纽约一个与史百克有关的聚会中成为负责人之一。战后，美国的移民政策有所改变，一些中国人前往美国定居，其中有一些济南地方教会的中国信徒在纽约读书或行医，也在此处聚会。由于单覃恩去伦敦走访史百克负责的贵橡中心，两家又结成亲家。
1952年，单覃恩写信给正在菲律宾的江守道，邀请他负责纽约聚会的讲道。
1967年7月5日逝世于纽约市皇后区。

## 家庭
子女2人： David Thornton（1923－1925）和 Anne Carolyn（1925－？）。